# リアル桃太郎電鉄
リアル桃太郎電鉄（リアルももたろうでんてつ）は、ゲームシリーズ「桃太郎電鉄シリーズ」をモチーフにした遊び及びイベントである。略称は"リアル桃鉄"。

## 概要
JRが発売している在来線乗り放題切符「青春18きっぷ」や「ホリデーパス」を利用し、エリア内の任意の駅からすごろくの要領でさいころを振り、出た目の数だけ駅を移動、カードを引いてその指令に従うイベントをこなしながら、ランダムに選んだ目的地を目指す。最初のチームがゴールする度に全チームのスコアを計算し、新たな目的地が設定される。その際、目的地から遠い下位3チームは次の目的地まで「貧乏神Tシャツ」を着用し、特別ルールに従わなければならない。

## 歴史
リアル桃太郎電鉄は、2004年に会社員の椎名隆彦と五十嵐一成によって考案・実行された。当初は2チームだけで実行し、インターネット上で体験レポートを発表していた。2006年以降毎年開催し、回を重ねるごとに参加者が増え、2010年には北海道から大分まで全国各地から16チーム32人が参加するイベントになった。
その後、放送作家であり、企画・イベント会社ドーンマジック代表でもある横山龍太が、長崎国際観光コンベンション協会に働きかけ商業的に実現するなど、全国的に行われるようになった。長崎市で開催されたリアル桃太郎電鉄では、長崎市を走る路面電車長崎電気軌道を使い、サイコロを振って電車を乗り継ぎ、駅ごとに出題される地元に関するクイズなどに答えながらゴールを目指すというスタイルで行われた。
2022年6月21日には、東武鉄道創立125周年記念として、東武鉄道、文化放送、株式会社Spoon、株式会社三桂が連携し、『国民的まちあそび！創立125周年記念 リアル桃太郎電鉄 〜東武鉄道の旅2022〜』が8月1日から10月31日まで東武スカイツリーライン、東武日光線、東武宇都宮線で開催されることが発表された。第1コースは浅草駅から東武宇都宮駅、9月1日から開催される第2コースは浅草駅から東武日光駅で実施される。なお、イベントの実施期間が3か月間、実施エリアが1都3県に跨って100kmを超える大規模開催は、リアル桃太郎電鉄としては今回が初めてとなる。
2024年12月には、福岡市地下鉄（福岡市交通局）で初めて同年12月21日から2025年3月31日まで開催。こちらは、空港線と七隈線を使い駅出口や周辺にあるチェックポイントを目指して専用アプリからチェックイン、クイズやミッションに挑戦して資金を稼ぎ、ランキング上位を目指すもの。